# Universidade de Connecticut
A Universidade de Connecticut (em inglês: University of Connecticut), também conhecida como UConn, é uma universidade pública do estado de Connecticut, nos Estados Unidos . A universidade foi fundada em 1881, e tem atualmente mais de 30 000 estudantes, distribuídos em seis campi, incluindo mais de 8000 estudantes de pós-graduação em diversos programas.
UConn é uma das instituições fundadoras da região econômica e cultural de Hartford, Connecticut/Springfield, Massachusetts, conhecida como Corredor do Conhecimento da Nova Inglaterra. A universidade também é membro do grupo Universitas 21, uma rede global de 24 universidades com foco em pesquisa, que trabalham juntas para promover a cidadania global.

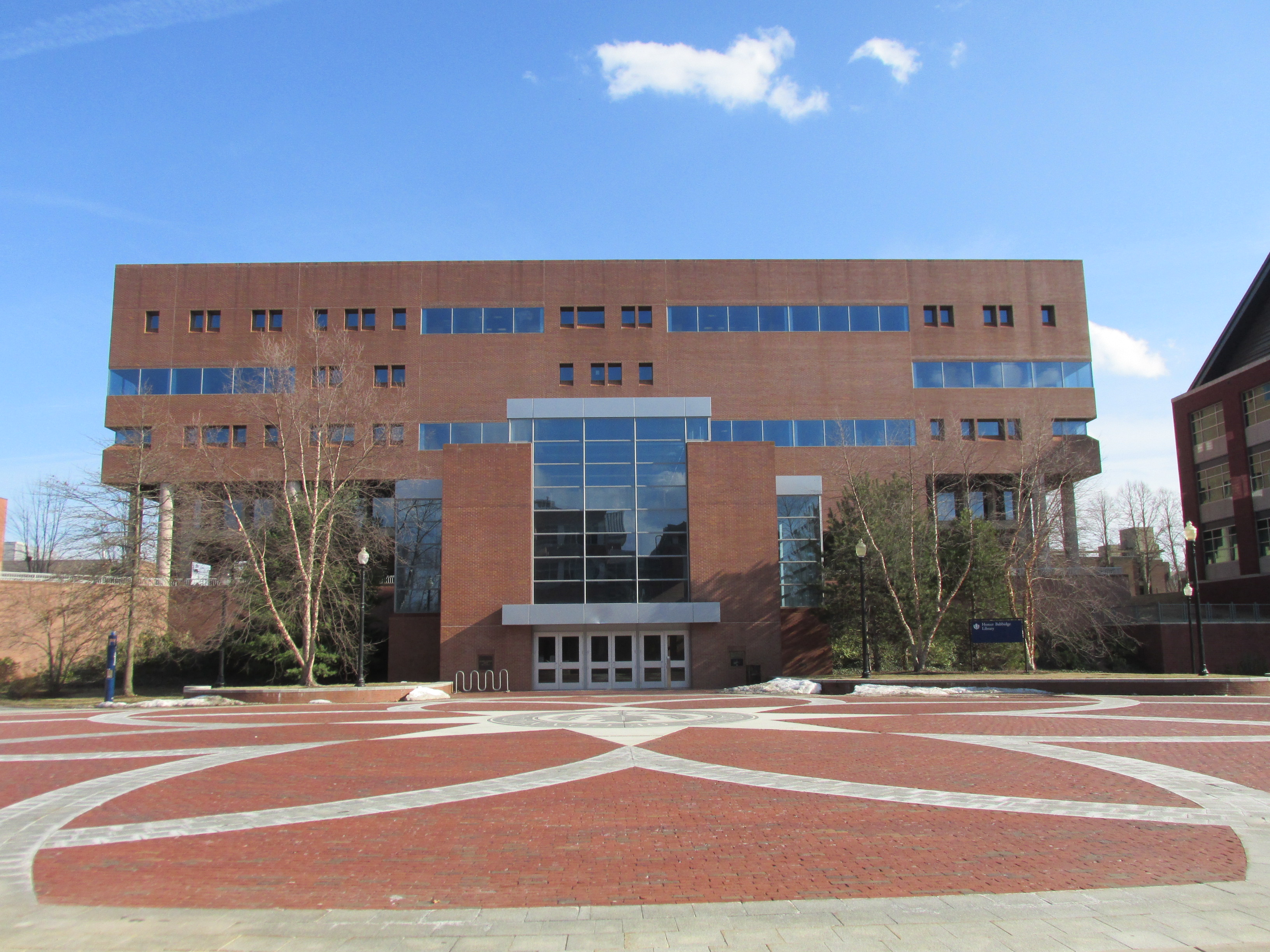
A biblioteca "Homer D Babbidge" na Universidade de Connecticut.

UConn foi fundada em 1881 como Escola Agrícola de Storrs, nome este em homenagem a dois irmãos que doaram terras para o início da escola. Somente em 1939 o nome foi alterado para Universidade de Connecticut. A partir da década seguinte, trabalhos sociais, de enfermagem e programas de graduação foram estabelecidos, bem como as já existentes escolas de direito e farmácia foram agregadas à universidade. Durante a década de 1960, o Centro de Saúde da Universidade de Connecticut (em inglês: University of Connecticut Health Center) foi estabelecido como a nova escola de medicina. John Dempsey Hospital foi inaugurado em Farmington em 1975.
Competindo na American Athletic Conference (The American) como os Huskies, UConn tem sido bem sucedida com seus times de basquete, tanto no masculino quanto no feminino. Ao todo, a universidade conta com 21 títulos da competição neste esporte.